# Transformatorenhaus Gehau (Waldkappel)

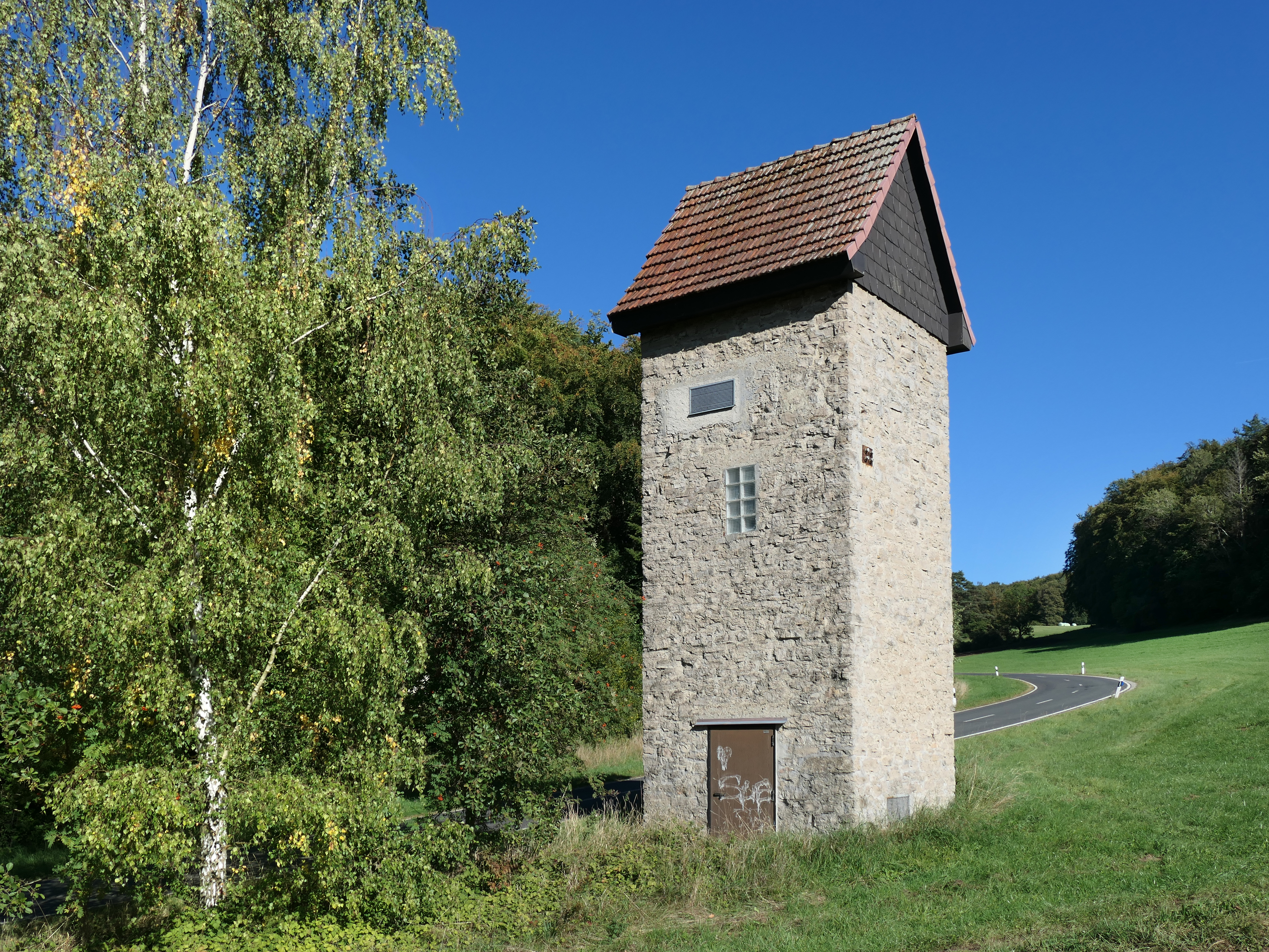
Das Transformatorenhaus an der Straße von Gehau nach Eltmannsee

Das rund zehn Meter hohe, turmähnliche Transformatorenhaus Gehau in Gehau, einem Stadtteil von Waldkappel im nordhessischen Werra-Meißner-Kreis, wurde mit Kalkbruchsteinen aufgemauert und mit einem Ziegelsatteldach mit verschieferten Giebeldreiecken bedeckt. Das denkmalgeschützte Gebäude wurde einst für die Versorgung mit Elektrizität von dreizehn ländlichen Ortschaften und Gutsbezirken gebaut.

## Standort
Das Transformatorenhaus wurde am südlichen Ortsausgang von Gehau errichtet. Es steht unmittelbar an der Landesstraße 3226. Nach der naturräumlichen Gliederung Deutschlands, die auf der Geographischen Landesaufnahme des Instituts für Landeskunde Bad Godesberg basiert, befindet sich das Trafohäuschen in der Teileineinheit Schemmerbachgrund des Fulda-Werra-Berglands, die nach Westen und Süden in den Bereich des Stolzhäuser Rückens und nach Osten in das Sontraer Land übergeht.

## Geschichte
In den frühen 1920er Jahren gründete sich der „Zweckverband Überlandwerk Schemmergrund“ mit dem Ziel eines gemeinsamen Bezuges von elektrischer Energie und einer Bewirtschaftung von Stromverteilungsanlagen. Zu dem Zusammenschluss gehörten die Landgemeinden Eltmannsee, Friemen, Gehau, Hetzerode, Kirchhosbach, Mitterode, Rechtebach, Schemmern, Stadthosbach, Stolzhausen und Thurnhosbach sowie die Gutsbezirke Friemen und Stölzingen, die 1928 aufgelöst und in benachbarte Dörfer eingegliedert wurden. Der Zweckverband, der seinen Sitz in Schemmern hatte, arbeitete auf gemeinnütziger Grundlage und berechnete den angeschlossenen Gemeinden die Strompreise niederspannungsseitig der besonderen Hauptzähler. Eine Ausschüttung von Gewinnen fand nicht statt.
Der Strom, der am 1. Februar 1924 im Schemmertal eingeschaltet wurde, gelangte über eine Fernleitung von Rotenburg an der Fulda in den Verteilertrafo in Gehau und wurde von dort in die dem Verband angehörenden Gemeinden weiterverteilt. Ostern 1945, in den letzten Tagen des Zweiten Weltkriegs, zerstörten alliierte Flieger das Stromnetz. Den Wiederaufbau konnte der kleine Zweckverband nicht leisten und übertrug die Stromrechte an die EAM, die die technische Ausstattung in Gehau demontierte. Damit wurde das Trafohäuschen überflüssig. Der „Zweckverband Überlandwerk Schemmergrund“ löste sich durch Beschluss des Verbandsausschusses im November 1955 auf.
Anfang der 2000er-Jahre sollte das Transformatorenhaus, wie viele andere in der Region, abgerissen werden. Nach Protesten aus der Bürgerschaft überließ die EAM 2002 das leer stehende Gebäude der Stadt Waldkappel. Ein Jahr später rettete die Ausweisung als Industriedenkmal den einsamen Turm, der sich heute im privaten Besitz befindet.

## Denkmalschutz
Wegen seiner technischen und ortsgeschichtlichen Bedeutung wird das Transformatorenhaus als ein Kulturdenkmal geschützt und hat im Denkmalverzeichnis des Landes Hessen die Nummer 130647.